# پایگاه نیروی هوایی، دریایی ایگل ماونتن لیک
پایگاه نیروی هوایی، دریایی ایگل ماونتن لیک (به انگلیسی: Marine Corps Air Station Eagle Mountain Lake) یک فرودگاه نظامی است که یک باند فرود بتن دارد. این فرودگاه در کشور ایالات متحده آمریکا قرار دارد .